# Enver Hadžiabdić
Enver Hadžiabđić (kyrillisch Енвер Хаџиабдић; * 6. November 1945 in Belgrad) ist ein bosnischer Fußballtrainer und ehemaliger Fußballspieler.
Er begann seine Karriere als Fußballspieler beim Club Bratstvo Travnik. 1965 wechselte er zum FK Željezničar Sarajevo, für den er in neun Jahren mehr als 450 Spiele bestritt. In der Saison 1971/72 und 1972/73 gewann er mit dem FK Željezničar die jugoslawische Meisterschaft. 1974 ging er zum belgischen Verein Sporting Charleroi, wo er drei Jahre spielte.
Er stand elfmal im Aufgebot der jugoslawischen Fußballnationalmannschaft.
Hadžiabđić gilt als einer der besten Verteidiger in Europa in den frühen 1970er Jahren.
Nach der Beendigung seiner Fußballkarriere 1979 studierte er in Sarajevo. 1993 wurde er Trainer des iranischen Fußballteams für die Olympischen Spiele, 1995 Trainer der Jugendmannschaft von Al-Rayyan Sport-Club. Im Jahr 1997 wurde er Cheftrainer beim FK Željezničar, seinem Heimatverein, mit dem er die bosnische Meisterschaft gewann. Im Winter 1999 trat er von diesem Posten zurück. In der darauffolgenden Saison führte er den Club wieder zum Titelgewinn. Nachdem er von 2001 bis 2006 als Stadiondirektor arbeitete, betreute er ab Januar 2007 wieder den FK Željezničar als Trainer.